# Faros

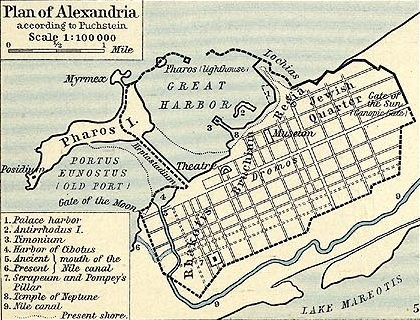
Karta över Alexandria som det eventuellt såg ut under Romerska riket.

Faros var under antiken en ö utanför Alexandria, Egypten som av Alexander den store förenades med fasta landet med ett långt näs, det så kallade Heptastadion. På denna ö lät Ptolemaios II Filadelfos (285-247 f. Kr.) byggmästaren Sostratos från Knidos uppföra ett fyrtorn vilket räknades som ett av världens sju underverk, Fyrtornet på Faros. I några nyeuropeiska språk (franska phare, italienska faro) har namnet övergått till beteckning på fyrtorn i allmänhet.  Numera är området en halvö och en del av staden Alexandria. 